# Bakalaureat
Bakalaureat, A.B., AB (łac. artium baccalaureus, dosł. bakałarz sztuk, w domyśle „wyzwolonych”) – niższy tytuł lub stopień wprowadzający otrzymującego go bakałarza do kariery naukowej. Najwcześniej zaczęto go przyznawać na wydziale teologicznym uniwersytetu w Paryżu, na mocy dekretu papieża Grzegorza IX w roku 1234. 
Stosowany był powszechnie w średniowieczu i został zachowany w wielu systemach kształcenia, na przykład w Stanach Zjednoczonych i w Kanadzie oraz Kościele katolickim. Obecnie otrzymują ten tytuł absolwenci studiów trzyletnich po obronie pracy licencjackiej, a we Francji też absolwenci szkół średnich po złożeniu egzaminu państwowego.
Historycznie rzecz biorąc, tradycyjny licencjat (od łac. licentia docendi, licentia ad practicandum), jako wyższy od bakalaureatu, w europejskiej tradycji był stopniem uprawniającym do nauczania, pośrednim między magisterium a doktoratem.
W krajach anglosaskich Bachelor of Science jest współcześnie najniższym stopniem akademickim nadawanym w obszarze nauk ścisłych, a Bachelor of Arts w obszarze nauk humanistycznych. Odpowiada w przybliżeniu polskiemu licencjatowi.